# フラッシュ航空
フラッシュ航空（英: Flash Airlines）は、かつてエジプトのカイロに本社を置いていた民間の格安航空会社。2000年に旅行会社フラッシュ・グループの子会社となり、1993年製のボーイング737-300型機2機を用いてチャーター便を運航していたが、2004年1月にシャルム・エル・シェイク付近で148人の犠牲者を出した墜落事故を起こし、2ヶ月後に営業を停止した。

## 歴史
1995年にヘリポリス航空（英: Heliopolis Airlines）として創設され、1996年にエジプト当局により運航許可を得る。2000年よりフラッシュ・グループのメンバーとなった。当時はボーイング737型機とダグラスDC-9型機各1機を運航していた。
2002年にスイスの航空当局がフラッシュ航空のボーイング737型機の抜き打ち検査を行った際には、パイロット用酸素マスク、酸素ボンベの欠如が見つかった。数日後スイス当局はフラッシュ航空の乗り入れを禁止、続いてポーランドも乗り入れ禁止、ノルウェーの運航会社も契約を破棄した。

## 事故
2004年1月3日、フラッシュ航空604便（ボーイング737-3Q8、機体記号:SU-ZCF）が、シャルム・エル・シェイク国際空港を離陸後間も無く、紅海に墜落した。
墜落事故後、スイス民間航空局のスポークスマンは、2002年4月と10月の監査でフラッシュ航空の航空機に安全上の欠陥があり、このことに関してフラッシュは返答しておらず、スイス領空運航禁止措置をとったことを明らかにした。しかしながらエジプトの民間航空相は、スイスの非難は根拠のないもので、フラッシュ航空機の安全性を示す資料もあるとした。（ヘルシンギン・サノマット紙によれば）スイス当局の警告のEメールが、クライアントにより、間違ったフォルダに振り分けられてしまったがために、フィンランド航空局は2003年9月にフィンランド、エジプト間のチャーター便の運航を許可していた。
この事故の2ヶ月後にフラッシュ航空は営業停止に追い込まれ、間も無く倒産した。